# 刺猬黄瓜
刺猬黄瓜（学名：Cucumis dipsaceus）是葫芦科黄瓜属的物种之一，原生于中非共和国至非洲东部及东北部一带，被引入到美洲热带及亚热带。

## 分布
本种原生分布于非洲中部至东部一带，包括埃塞俄比亞、厄立特里亞、肯尼亞、索馬里、蘇丹、坦桑尼亞、烏干達及中非共和國等，其中在索科特拉島的种群已经局部灭绝。
另外，本種被引入到北美洲及南美洲，包括阿魯巴、玻利維亞、巴西東北部、哥倫比亞、古巴、厄瓜多爾、加拉帕戈斯、背風群島、墨西哥大部、荷屬安的列斯、巴拿馬、秘魯、波多黎各、德克薩斯、委內瑞拉及其安的列斯群島等等。